# Константину, Саввас
Саввас Константину (греч. Σάββας Κωνσταντίνου; род. 28 августа 1971, Никосия) — кипрский футболист и футбольный тренер.

## Биография
футбольную карьеру Константину начинал в клубе «Пезопорикос», в сезоне 1993/94 отыграл за него в Первой лиге Кипра. В июле 1994 года он перешёл в АЕК (Ларнака), где поначалу был резервным вратарём. Лишь с сезона 1997/98 Константину стал регулярно играть в основном составе. Всего он провёл в АЕКе семь лет, а летом 2002 года перешёл в «Дигенис Акритас», где отыграл ещё четыре сезона.
Константину играл за сборную Кипра среди игроков до 21 года, которая участвовала в отборочном турнире к чемпионату Европы по футболу среди молодёжных команд 1994. В национальной сборной Кипра он дебютировал 5 февраля 1999 года, выйдя на замену в товарищеском матче с командой Финляндии. Всего за сборную Константину провёл четыре матча, последний — с Украиной 28 февраля 2001 года.
В сезоне 2005/06 Константину стал играющим тренером «Дигенис Акритас», после окончания сезона завершил игровую карьеру и ещё год работал в клубе только на тренерской должности. При нём клуб вылетел во Вторую лигу. Летом 2007 года он в качестве главного тренера принял клуб АЕП и в первый же сезон выиграл с командой Вторую лигу. Сезон 2008/09 АЕП под руководством Константину начал неудачно, не одержав ни одной победы в первых семи турах, и в ноябре 2008 года тренер покинул свой пост. Уже 17 ноября он возглавил клуб «Неа Саламина», также выступавший во Второй лиге. 31 декабря Константину был отправлен в отставку. В январе 2009 года он был назначен главным тренером своего бывшего клуба АЕК (Ларнака), который по итогам сезона 2008/09 впервые в истории вылетел во Вторую лигу. Константину продолжил работать с командой и в сезоне 2009/10, но в ноябре 2009 года покинул клуб.